# Latirus xantochrous
Latirus xantochrous is een slakkensoort uit de familie van de Fasciolariidae. De wetenschappelijke naam van de soort werd in 1880 voor het eerst geldig gepubliceerd door Tapparone-Canefri.